# Аболиционизм (биоэтика)
Аболициони́зм (гедонистический трансгуманизм) — направление в биоэтике и трансгуманизме, одобряющее использование биотехнологий для максимизации счастья и прекращения страданий.  Слово «аболиционизм» происходит от лат. abolitio, «отмена», что в данном контексте означает «отмену страданий». Выражение «отмена страданий» впервые было использовано Льюисом Манчини в 1986 г. в статье, опубликованной в журнале Medical Hypotheses. Аболиционисты выдвигают идею «разработки рая» (англ. paradise engineering), т. е. использования таких технологий, как психофармакология и генетическая инженерия для замены сигнальной роли боли в том виде, в каком она существует сейчас, информационно-сигнальными градиентами здоровья.

## Философия
Аболиционизм основан на утилитарной этике Иеремии Бентама. Аболиционистский манифест британского философа-утилитариста Дэвида Пирса «Гедонистический императив» (The Hedonistic Imperative) служит источником теорий данного движения, а также демонстрацией того, как можно воплотить аболиционистскую философию в реальность.
Многие люди считают достижение максимально возможного уровня счастья самым важным аспектом и первоочередной целью своей жизни. Исследования показывают, что существует «базовый уровень счастья», к которому человек со временем возвращается независимо от того, что происходит с ним/с ней, вне зависимости от уровня доходов и событий, которые, по мнению большинства людей, способны надолго сделать их счастливыми или печальными, таких как выигрыш в лотерею или смерть близкого родственника.
Согласно теории эволюции, люди эволюционировали путём естественного отбора и следуют генетическим императивам, которые направлены на максимизацию размножения, а не счастья. В результате такого отбора уровень человеческого счастья ограничен биологически. Пирс в своём манифесте теоретизирует по поводу того, что люди могут преодолеть генетическую предрасположенность к депрессии и страданиям благодаря научным достижениям, особенно в таких областях, как прикладные нейронауки, биотехнологии, нанотехнологии, генетическая инженерия и психофармакология. Исходя из этого сценария, аболиционисты рассматривают саму возможность страдания как нежелательный аспект человеческой природы и полагают, что люди способны и должны перепрограммировать свой мозг на достижение максимального уровня счастья в течение всей жизни. Некоторые полагают, что этого можно достичь не только посредством уже разрабатываемых технологий, таких как генетическая инженерия, но также благодаря технологическим достижениям, которые могут стать возможными в будущем, как например загрузка сознания.
Аболиционизм исходит из посылки, что эмоции имеют физическую, а не духовную природу, и таким образом, путём внесения изменений в человеческий мозг можно радикально изменить способ восприятия жизни человеком. Аболиционисты полагают, что хотя биологическая эволюция не сделала всех людей счастливыми, технология может занять её место и в конечном итоге создать новый тип постчеловека, который чувствует только счастье и не испытывает непреднамеренных страданий, при этом сохранив и, возможно, даже улучшив его внешнюю функциональность.

## Научные достижения
В 2006 г. Катрин Эрто со своими коллегами опубликовали результаты исследования, указывающие на возможность лечения или предотвращения депрессии путём манипуляций с генами. Мыши, родившиеся без гена, кодирующего экспрессию калиевых каналов в нейронах, связанных с депрессией, обладают устойчивостью к депрессии (согласно стандартным поведенческим измерениям в модели с грызунами) сопоставимой с устойчивостью обычных мышей, подвергнутых воздействию селективных ингибиторов обратного захвата серотонина (СИОЗС).
Нейробиолог Ричард Дэвидсон разработал надёжные способы объективной оценки аффективных состояний с использованием функциональной магнитно-резонансной томографии и электроэнцефалографии, продемонстрировав, что счастье поддаётся измерению. Технологические инновации Дэвидсона также позволяют более точно оценивать уровень счастья, чем субъективные вопросники.